# Consell General del Baix Rin
El Consell General del Baix Rin és l'assemblea deliberant executiva del departament francès del Baix Rin a la regió del Gran Est.
La seva seu es troba a Estrasburg, a l'hotel del departement, plaça del Quartier Blanc. Des de març de 2008, el president és Guy-Dominique Kennel.

## Composició
El març de 2008 el Consell General del Baix Rin es constituí amb 44 membres, dels quals 3 són dones, i és dirigit per Guy-Dominique Kennel (UMP).
| Grups polítics      | Nombre de consellers generals | President del Grup   | Estatut  |
| ------------------- | ----------------------------- | -------------------- | -------- |
| Grup Socialista     | 7                             | Jean-Jacques Gsell   | Oposició |
| Grup UDF Centristes | 4                             | Pierre Marmillod     | Majoria  |
| Grup Divers droite  | 3                             | Andrée Munchenbach   | Majoria  |
| Grup UMP i afiliats | 30                            | Guy-Dominique Kennel | Majoria  |

### Presidència
- President : Guy-Dominique Kennel (UMP)
- Vice-Presidents, Presidents de grups : André Klein-Mosser, Alfred Becker, Bernard Ingwiller, René Haag i Jean-Daniel Zeter.
- Vice-Presidents : Pierre Bertrand, Jean-Paul Wirth, Jean-Michel Fetsch, Bernard Fischer, Jean-Laurent Vonau, Louis Becker, Rémy Bertrand i Sébastien Zaegel.

### Majoria UMP i aliats
- Marcel Bauer
- Alfred Becker
- Louis Becker
- Pierre Bertrand
- Rémy Bertrand
- Frédéric Bierry
- Joseph Cremmel
- Gaston Dann
- Jean-Michel Fetsch
- Bernard Fischer
- Laurent Furst
- Francis Grignon
- René Haag
- Jean-Claude Haller
- Bernard Ingwiller
- Guy-Dominique Kennel (President de Grup)
- André Klein-Mosser
- Yves Le Tallec
- André Lobstein
- Jean Mathia
- Jean-Philippe Maurer
- Philippe Meyer
- Joseph Ostermann
- Gérard Simler
- Richard Stoltz
- Jean-Laurent Vonau
- Jean-Paul Wirth
- Étienne Wolf
- Sébastien Zaegel
- Jean-Danier Zeter

### Socialistes
- Philippe Bies
- Jean-Jacques Gsell (President de Grup)
- Henri Dreyfus
- Robert Herrmann
- Armand Jung
- Serge Oehler
- Olivier Bitz

### UDF Centristes
- Roland Brendlé
- Pierre Marmillod (President de Grup)
- Pascale Jurdant-Pfeiffer
- Thierry Carbiener

### Divers droite
- Denis Lieb
- Alice Morel
- Andrée Munchenbach (President de Grup)

Després de les eleccions cantonals de 2011 ha estat escollit conseller pel Cantó de Sarre-Union l'autonomista David Heckel, del nou grup Unser Land.

## Antics Presidents
- 1998-2008: Philippe Richert
- 1979-1998: Daniel Hoeffel
- 1967-1979: André Bord
- 1960-1966: Henri Meck
- 1951-1960: Pierre Pflimlin